# Може и другачије
„Може и другачије” је српска телевизијска серија снимљена 2010. године у продукцији РТС.

## Улоге
| Глумац                  | Улога                           |
| ----------------------- | ------------------------------- |
| Миња Стевовић Филиповић | Мама Јелица 8 еп. 2010          |
| Горан Султановић        | Тата Никола 8 еп. 2010          |
| Срђан Јовановић         | Син Жељко 8 еп. 2010            |
| Јелена Ракочевић        | Ћерка Љубинка 8 еп. 2010        |
| Никола Радивојевић      | Син Ненад 8 еп. 2010            |
| Бранка Петрић           | Г-ђа Надежда Ненадић 8 еп. 2010 |
| Милица Милша            | Комшиница Бранка 8 еп. 2010     |
| Бранислав Зеремски      | Породични терапеут 8 еп. 2010   |

Комплетна ТВ екипа  ▼
| Редитељ                   | Филип Чоловић           | (8 еп. 2010)                       |
| Сценариста                | Миња Стевовић Филиповић | (8 еп. 2010)                       |
| Mонтажер                  | Иван Васић              | (8 еп. 2010)                       |
| Одсек за звук             | Небојша Драгићевић      | Дизајнер тона (1 еп. 2010)         |
| Одсек за камеру и расвету | Ненад Влатковић         | техничар за осветљење (8 еп. 2010) |